# Le Bon Coin (film)
Pour le site Internet, voir Le Bon Coin.
Pour plus de détails, voir Fiche technique et Distribution.
Le Bon Coin est un court métrage français réalisé par Jacques Richard en 1998, d'après une nouvelle de Roland Topor.

## Synopsis
Une rencontre entre un jeune homme et un homme désespéré. Ils font connaissance, sympathisent, et finalement le jeune homme va donner de l'aide à cet homme mais d'une manière inattendue.

## Fiche technique
- Titre : Le Bon Coin
- Réalisation : Jacques Richard
- Scénario : Jacques Richard
- D'après la nouvelle de Roland Topor, Four roses for Lucienne publié en 1967
- Musique originale : Reinhardt Wagner
- Photographie : Renan Pollès
- Assistante réalisation : Leïla Pouyleau
- Montage : Renée Lichtig, Jacques Richard
- Genre : court métrage
- Durée : 8 minutes
- Pays :  France
- Année : 1998

## Distribution
- Luis Rego
- Sullivan Richard